# 克律索马罗斯

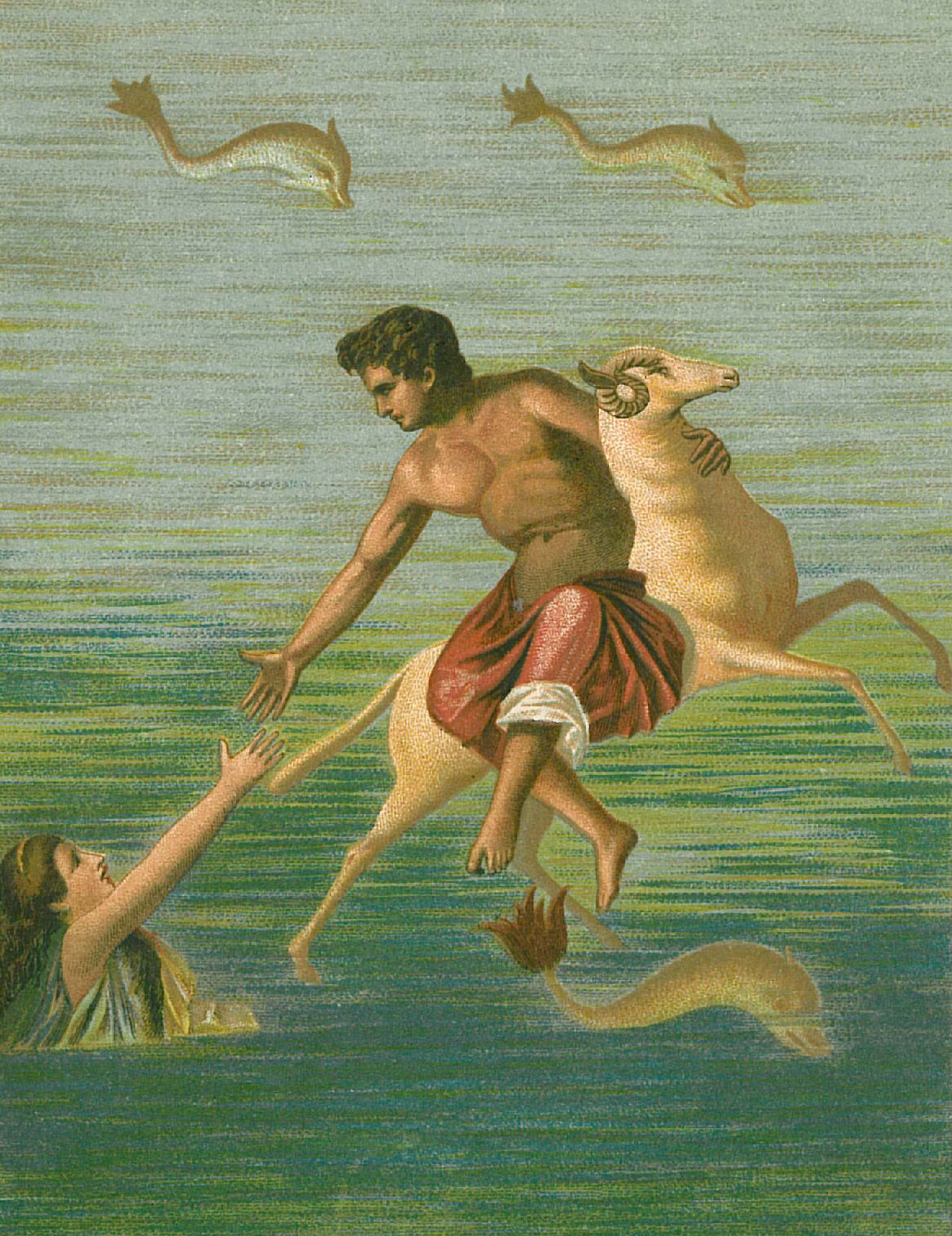
赫勒从克律索马罗斯背上落入海中

克律索马罗斯（希腊语：Χρυσομαλλος、英語：Chrysomallos）希腊神话中长着金羊毛的、会飞的公羊，牠是化為巨型公羊的海神波賽頓與他的情人西奧芬(Theorphan)所生的孩子，与阿耳戈船英雄寻找金羊毛的神话故事密切相关。

## 克律索马罗斯的誕生
克律索马罗斯是海神波賽頓與西奧芬(Theorphan)（希臘文：Θεοφάνη）所生的孩子，也是神中之神宙斯與神使荷米斯送给雲朵寧芙涅斐勒（Nephele）的會飛與說話的金色公羊，當作是拯救她的孩子佛里克索斯（Phrixus）與赫勒（Helle）的援兵。
西奧芬是色雷斯人馬其頓國的國王比薩爾泰(Bisaltes) (希臘文: Βισάλτης)(太陽神海利歐斯與地球之神蓋亞之子)的女兒，因為擁有貌美如花的容貌，所以她受到許多的求婚者的追求，當波賽頓看上西奧芬的美貌，於是祂決定把她給擄走到克里特島上，然後把島上的所有居民變成動物，當西奧芬的求婚者們知道這件事後便到克里特島上可是卻找不到人，後來波賽頓把西奧芬的求婚者們變成野狼後讓他們跟上的居民們開始互相殘殺，波賽頓把西奧芬變成一隻綿羊，而自己變成一隻公羊來凌辱她。後來西奧芬產下一隻會飛的黃金羊就是克律索马罗斯。

## 黃金羊克律索马罗斯的事蹟傳說
很久以前在一個名叫維奧蒂亞國的國家，有一位国王名叫阿塔玛斯，當時阿塔玛斯與他的王妃將國家給治理的很好並育有兩名子女(一位王子與一位公主)，他們在王宮中一起過著幸福的生活。
直到阿塔玛斯在宴會中遇見一位名叫伊诺(底比斯國的公主)的美麗女子後，這一切都即將產生變化，伊诺雖然外表美若天仙可是內心卻像個魔鬼，她在阿塔玛斯的面前用自己的美貌引誘他甚至說些批評王妃的誹聞。當阿塔玛斯看上伊诺後就跟他的妻子當場離異，因此被狠心拋棄的王妃懷著傷心的心情離開王宮引起百姓們的不滿與憤怒。後來善變的國王阿塔玛斯另娶新王妃伊诺沒多久也育有兩個兒子(另一種說法兩人也育有一對兒女)，可是他完全不知道伊诺成為新王妃後非常很討厭前王妃所留下的兩個孩子－佛里克索斯(Phrixus)與赫勒(Helle)(另一種說法是佛里克索斯與赫勒是姐弟關係)，而且伊諾在她的孩子出生後，她就對佛里克索斯跟赫勒就更是毫不關心還趁著阿塔玛斯不在的時候開始刁難著他們不放。
自此伊诺成為佛里克索斯跟赫勒的繼母後，她心中產生出不想要再次看到他們的念頭，並且認為如果沒有佛里克索斯跟赫勒在的話，那麼自己就沒有任何的煩惱，到時候她的孩子就會得到阿塔瑪斯的寵愛，後來漸漸的伊诺變得更加惡毒，她就不斷地欺凌與迫害佛里克索斯跟赫勒，讓他們在受盡苦難之中感到既痛苦又害怕。前王妃得知自己的孩子遭受欺凌的消息感到很氣愤於是向天后赫拉訴苦與告狀，天后赫拉知道這件事後對此大為惱怒，祂開始將所有的災禍與懲裁全都降臨在阿塔瑪斯與伊諾的身上。另一方面，伊诺雖然積極地想盡辦法讓自己的孩子獲得重視，可是她面對阿塔玛斯安慰佛里克索斯和赫勒的模樣感到很不悅，因此伊诺打算要將佛里克索斯和赫勒在自己的眼前抹殺掉可是卻想不出什麼方法來，直到伊诺不知想到什麼秘密計畫，她皺起眉頭緊緊地咬著下唇。不知不覺，秋天來臨正是秋大麥與小麥播種的時節，伊諾決定靠這個機會策劃出除掉前佛里克索斯和赫勒的行動。
某天，伊诺秘密的把幾個種大麥與小麥的女人們全都叫到王宮的寶座廳，不由分說地要求她們照著自己的话去做，她要求村子的女人們先將拿到田地的麥種先放入鍋子裡面煮熟，還要以不遵守約定的人都會性命難保當成警惕。那些村子裡的女人們聽到新王妃的話嚇得渾身一僵，她們認為這種話太過違背常理，因此忍不住一人一句說道出抱怨與疑問的話。伊诺聽到這些話題感到很不耐煩，她告訴村子裡的女人們如果不照自己說的話做的人就等著被處決。面對新王妃伊诺惡狠狠的話讓這群女人們趕緊重下頭回道說著她們不敢反對此事。伊諾要求她們一旦把麥種煮好後還要把煮過的麥種給藏起來不被男人們給發現。村子的女人們遵從新王妃的話後就離開宮殿立刻開始竊竊私語並且認為新王妃有點精神失常甚至覺得前王妃會比較好，但是她們卻不敢違抗命令只能照著话去做，村子裡的女人們就這樣一路交頭頭接耳地回到家中。幾天之後，男人們一早便到麥田裡去播種，他們都期待著麥種趕緊發芽，好讓來年可以豐收。可是過了一到二個月後麥田除了揚起的土以外，田地上什麼都沒有看到發芽的麥種，不管農夫們怎麼澆水和施肥，麥種還是依然無法長芽。原來在村子受伊诺之命的女人們把拿到田地的麥種全都煮熟交給男人們去播種，因此被煮熟的麥種是無法長芽，由於麥種無法繼續豐收的緣故導致維奧蒂亞國面臨饑荒的情況，雖然大臣們出面去詢問全國百姓卻沒得到任何的回應，再加上幾個的種大麥與小麥的女人們雖然知道麥種無法發芽的原因，可是她們都很怕會被處決所以不敢說出真相，國王阿塔玛斯對許多麥田無法豐收的情況感到很懊惱然後嘆口氣。
這時新王妃伊诺建議阿塔玛斯派人去德爾菲神殿請求祭司去詢問神中之神宙斯獲得解決問題的方案，因此阿塔瑪斯立刻叫來傳令兵往神殿去請求祭司向神明來獲得神囑，傳令兵很快地離開王宮朝著德爾菲神殿而去。但是那位傳令兵被伊诺給收買後他在中途而返時傳達虛假的神囑。傳令兵告說祭司已經向神明傳達訊息來解釋麥種之所以不發芽是因為佛里克索斯王子激怒神明的緣故。唯獨獻祭佛里克索斯王子才能讓大麥和小麥就會開始豐收起來(另一種說法是要献祭佛里克索斯與赫勒兩人)，如果不照著神明的吩咐去做，否則維奧蒂亞國將會發生災荒。面對這樣的「神囑」讓國王阿塔玛斯立即拒絕這個建議，然而許多的大臣們卻不退讓不斷請求國王要遵從神囑的吩咐去做。眼看百姓們都快要處於餓壞的狀態，總不能只救自己的孩子擺為入先，不去無視百姓們的死活！因此阿塔玛斯在面對大臣們的說服下只能答應犧牲佛里克索斯王子。雖然阿塔玛斯的心像是被撕裂般的疼痛，但是他身為國王只能得照著神囑的吩咐才能拯救國家的危機。
當佛里克索斯王子得知自己要被獻祭時窩在他悲痛的父親阿塔玛斯的懷抱中不知所措地流著眼淚(另一種說法是佛里克索斯與赫勒跟他們的父親互相擁抱啜泣)，就在這時天空突然出現一隻黃金羊朝著向佛里克索斯王子的方向而來。黃金羊飛到佛里克索斯王子與赫勒公主的面前說出牠是奉神明的旨意來拯救他們，站在佛里克索斯王子的身後的赫勒公主立刻用手抓住羊背然後騎上去，然後黃金羊再次向著天空中飛上去。原來這隻黃金羊名叫克律索马罗斯，牠正是這兩個孩子的親生母親亦是國王阿塔玛斯的前妻－－涅斐勒(另一種說法涅斐勒是一位雲之寧芙)為了解救佛里克索斯王子跟赫勒公主向神中之神宙斯請求支援而來的。涅斐勒發現她的兒子佛里克索斯跟女兒赫勒有危險後立即去向宙斯出手拯救她的孩子，宙斯對涅斐勒對她的兩個孩子的親情所打動也對伊诺所做出的卑劣行徑對此震怒，祂命令神使荷米斯去派遣黃金羊克律索马罗斯前來救走佛里克索斯王子與赫勒公主，黃金羊立即出現載走赫勒後，佛里克索斯跟著赫勒的後頭立即坐上黃金羊(另一種說法是赫勒坐在佛里克索斯的後方)，因此救下佛里克索斯王子與赫勒公主的黃金羊克律索马罗斯直接飛向天際，牠立刻朝著東方飛去(另一種說法是涅斐勒在荷米斯的幫助下用乌云)把佛里克索斯與赫勒給隐藏起来好让他们乘坐著黃金羊遠離伊諾的迫害)。
載着佛里克索斯與赫勒的黃金羊克律索马罗斯飛到欧洲與亞洲的交界時，赫勒看著下方時發現她與她哥哥佛里克索斯已經在浩瀚無際的天空上與海洋的正上方，赫勒看著一望無際的大海不斷地興奮喊叫。佛里克索斯見狀連忙勸著赫勒要抓好羊背，就在佛里克索斯與赫勒說話的瞬間，往下看的赫勒突然往大海掉下去(另一種說法是赫勒因為頭暈從羊背上摔下去不慎墜落在海洋中，其他的說法是赫勒對波濤聲感到很好奇不慎墜落海中)。來不及救下赫勒的佛里克索斯只能大聲叫著他妹妹的名字，完全不知道該怎麼辦才好。克律索马罗斯安撫不知道該如何是好的情況下感到悲痛的佛里克索斯說他的妹妹赫勒將會被海神波賽頓給保護好，自此赫勒所墜落於海峡因此得名为赫勒斯滂海峡（今达达尼尔海峡）。後來，騎乘黃金羊克律索马罗斯的佛里克索斯最終抵達黑海東方的科爾基斯（西亚历史上的地区名，大致相当于今格鲁吉亚），身為科爾基斯與埃亚（神话中位于亚洲的国家，很大程度上与科尔喀斯相為混同）之國的国王埃厄忒斯很同情佛里克索斯的種種不幸與遭遇，他與他的女兒卡爾基奧佩公主(Chalciope)不只是很熱情款待好佛里克索斯，甚至將克律索马罗斯的羊毛做為國家的珍貴之寶，(另一種說法佛里克索斯與赫勒平安抵達科爾基斯國，科爾基斯國的國王埃厄忒斯很熱情地接待他們)，後來佛里克索斯與卡爾基奧佩結婚過著幸福的生活。神中之神宙斯將為了感謝救下佛里克索斯王子與赫勒公主的黃金羊克律索马罗斯的功勞，於是把牠升到天空成为星座。這個星座就是牡羊座星座。

## 克律索马罗斯的金羊毛
維奧蒂亞國的前任王子佛里克索斯將拯救他的性命的黃金羊克律索马罗斯獻祭给宙斯達謝祂的出手幫助。并将克律索马罗斯长着金毛的羊皮給剝下送給科爾基斯國的國王埃厄忒斯，事後埃厄忒斯將金羊毛轉獻給戰神阿瑞斯，他吩咐侍從把金羊毛給釘在阿瑞斯位於埃亚的圣林里然後交給科尔喀斯凶龙來負責看守羊毛。因為神諭曾告訴埃厄忒斯有關他的生命跟金羊毛聯繫在一起的實情，只要金羊毛離開埃厄忒斯的身旁，那麼他就會喪失性命。
後來弗里克索斯父親阿塔玛斯的兄弟兼愛俄爾卡斯國的國王珀利阿斯（Pelias）奪去他的姪子兼愛俄爾卡斯國的王子伊阿宋的王位，當弗里克索斯過世後他的靈魂一直糾纏著他的叔父珀利阿斯不放，使珀利阿斯命令伊阿宋找到金羊毛做為讓位的交換條件。使他率領眾多的勇士與英雄搭乘阿格號（Argonauts）到達科爾基斯國。當伊阿宋問埃厄忒斯金羊毛地所在之處卻被拒諸門外，幸好由埃厄忒斯的女兒兼科爾基斯之國的公主美狄亞的幫助下順利拿到金羊毛，越發顯出金羊毛的珍貴。而後來金羊毛就被掛在宙斯的神殿中。後来 这就是希腊神话中最著名的篇章之一：阿爾戈船的英雄与金羊毛。

## 资料来源
- 《神话辞典》，（苏联）M·H·鲍特文尼克等，统一书号：2017·304